# Glassverket IF
Glassverket IF er en norsk håndboldklub, der spiller i GRUNDIGligaen i 2016/2017 sæsonen. De spiller deres hjemmekampe i Drammenshallen i Drammen.

## Truppen 2016/17
Spillere i sæsonen 2016/17
| Målvogtere - Guro Rundbråten - Marte Langeli Fløjspillere RW - Line Bjørnsen - Pia Christine Narvesen - Eline Jarlsrud Rikartsen LW - Mette Leipart - Charlotte Aasbø - Anna Riakhina Stregspillere - June Andenæs - Martine Wolff - Monica Iversen - Ane Landås Hovland | Bagspillere - Birna Berg Haraldsdóttir - Marianne Iversen - Emilie Christensen - Tiril Gunther Merg - Trine Bronsta - Linn Andresen |

## Tranfers
| Afgange - Line Bjørnsen (til København Håndbold) - Line Ellertsen (til Sola HK) |

## Personale
- Cheftræner: Geir Oustorp
- Assistenttræner: